# Orcs Must Die!
Orcs Must Die! är ett datorspel från 2011 utvecklat av Robot Entertainment och publicerat av Mastertronic. Spelet är ett action-Tower Defense-spel som skiljer sig från andra spel i genren då det spelas i tredjepersonsvy. Spelet visades upp på Penny Arcade Expo East 2011. Spelet släpptes via Xbox Live Arcade den 5 Oktober 2011 och sedan på PC den 12 Oktober 2011.